# Leif Davis
Leif Davis (Newcastle upon Tyne, 31 dicembre 1999) è un calciatore inglese, difensore dell'Ipswich Town.

## Carriera
Cresciuto nel Wallsend Boys Club e nel Morecambe, il 4 luglio 2018 è stato acquistato dal Leeds Utd che lo ha assegnato alla formazione Under-23. Ha debuttato in prima squadra il 23 dicembre dello stesso anno nell'incontro di Championship vinto 3-2 contro l'Aston Villa.
Il 21 luglio 2021 è stato ceduto in prestito al Bournemouth per tutta la durata della stagione. Il 25 luglio dell'anno successivo è stato acquistato a titolo definitivo dall'Ipswich Town.

## Statistiche

### Presenze e reti nei club
Statistiche aggiornate al 3 dicembre 2024.
| Stagione            | Squadra             | Campionato          | Campionato | Campionato | Coppe nazionali | Coppe nazionali | Coppe nazionali | Coppe continentali | Coppe continentali | Coppe continentali | Altre coppe | Altre coppe | Altre coppe | Totale | Totale | Totale |
| Stagione            | Squadra             | Comp                | Pres       | Reti       | Comp            | Pres            | Reti            | Comp               | Pres               | Reti               | Comp        | Pres        | Reti        | Pres   | Reti   |        |
| ------------------- | ------------------- | ------------------- | ---------- | ---------- | --------------- | --------------- | --------------- | ------------------ | ------------------ | ------------------ | ----------- | ----------- | ----------- | ------ | ------ | ------ |
| 2018-2019           | Leeds Utd           | FLC                 | 4          | 0          | FACup+CdL       | 1+0             | 0               | -                  | -                  | -                  | -           | -           | -           | 5      | 0      |        |
| 2019-2020           | Leeds Utd           | FLC                 | 3          | 0          | FACup+CdL       | 0+2             | 0               | -                  | -                  | -                  | -           | -           | -           | 5      | 0      |        |
| 2020-2021           | Leeds Utd           | PL                  | 2          | 0          | FACup+CdL       | 1+1             | 0               | -                  | -                  | -                  | -           | -           | -           | 4      | 0      |        |
| Totale Leeds Utd    | Totale Leeds Utd    | Totale Leeds Utd    | 9          | 0          |                 | 5               | 0               |                    | -                  | -                  |             | -           | -           | 14     | 0      |        |
| 2021-2022           | Bournemouth         | FLC                 | 12         | 0          | FACup+CdL       | 2+1             | 0               | -                  | -                  | -                  | -           | -           | -           | 15     | 0      |        |
| 2022-2023           | Ipswich Town        | FL1                 | 43         | 3          | FACup+CdL       | 2+0             | 0               | -                  | -                  | -                  | FLT         | 1           | 0           | 46     | 3      |        |
| 2023-2024           | Ipswich Town        | FLC                 | 43         | 2          | FACup+CdL       | 1+0             | 0               | -                  | -                  | -                  | -           | -           | -           | 44     | 2      |        |
| 2024-2025           | Ipswich Town        | PL                  | 14         | 1          | FACup+CdL       | 0+0             | 0               | -                  | -                  | -                  | -           | -           | -           | 14     | 1      |        |
| Totale Ipswich Town | Totale Ipswich Town | Totale Ipswich Town | 100        | 6          |                 | 3               | 0               |                    | -                  | -                  |             | 1           | 0           | 104    | 6      |        |
| Totale carriera     | Totale carriera     | Totale carriera     | 121        | 6          |                 | 11              | 0               |                    | -                  | -                  |             | 1           | 0           | 133    | 6      |        |